# Nikolay Markov
Nikolay Markov (né le 9 juin 1960) est un athlète bulgare spécialiste du sprint et du relais.
Le 14 août 1982, il égale le record de Bulgarie, toujours valable en 2011, en 38 s 99 Sofia avec Valentin Atanasov, Ivaylo Karanyotov et Petar Petrov.